# Classe Maya (cacciatorpediniere)
La classe Maya della Forza marittima di autodifesa giapponese è costituita da 2 cacciatorpediniere lanciamissili derivati dalla precedente classe Atago, che hanno la funzione di difesa aerea della flotta, con sistemi dedicati alla difesa contro i missili balistici, grazie alla presenza di un sistema Aegis Baseline J7 con il radar AN/SPY-1D(V) e lanciamissili Mk 41 con 96 armi (64 a prua e 32 a poppa). Essi sono un ingrandimento dei cacciatorpediniere classe Atago.

## Storia
Il primo esemplare del programma Maya nasce come 27DDG, dove il numero "27" è riferito al XXVII anno dell’era Heisei, cioè il XXVII anno di regno dell’imperatore Akihito e corrispondente al 2015; allo stesso modo, l'Haguro nasce come 28DDG, vale a dire il XXVIII anno dell'era Heisei e corrispondente al 2016.  Questa nuova classe rientra pienamente sotto l'egida dello scudo antimissile per la difesa contro i missili balistici, insieme alle 6 unità che erano già in servizio, suddivise in 2 classi (Kongo, Kirishima, Myoko e Chokai, più Atago e Ashigara), e hanno consentito alla Marina giapponese di arrivare alle 8 unità antimissili balistici previste dal NPDG 2018 (National Defence Program Guidelines 2018). Inoltre, rimpiazza i due cacciatorpediniere tradizionali della classe Hatakaze (l'Hatakaze e lo Shimakaze) con altrettante piattaforme più moderne.

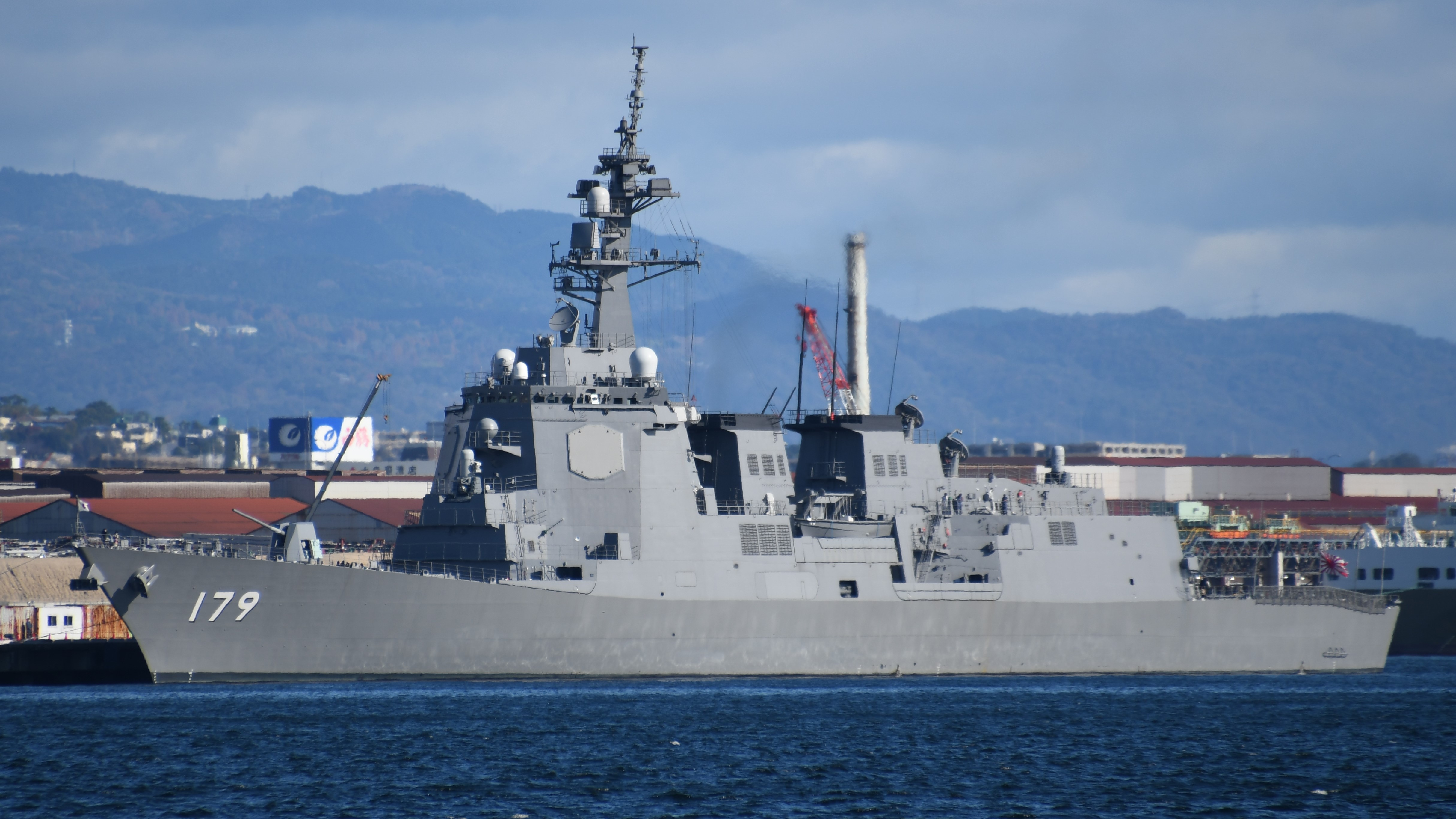
Il capoclasse Maya (DD-179) nel porto di Kobe.

Le due unità sono state impostate, rispettivamente, ad aprile 2017 e a gennaio 2018. Il Maya è stato varato il 30 luglio 2018 negli stabilimenti Japan Marine United (JMU) Corporation di Yokohama ed è stato impegnato nelle prove in mare nell'ottobre 2019. L'Haguro, varato il 17 luglio 2019, era in corso d'allestimento alla stessa data, mentre le prove in mare iniziarono il 23 giugno 2020.

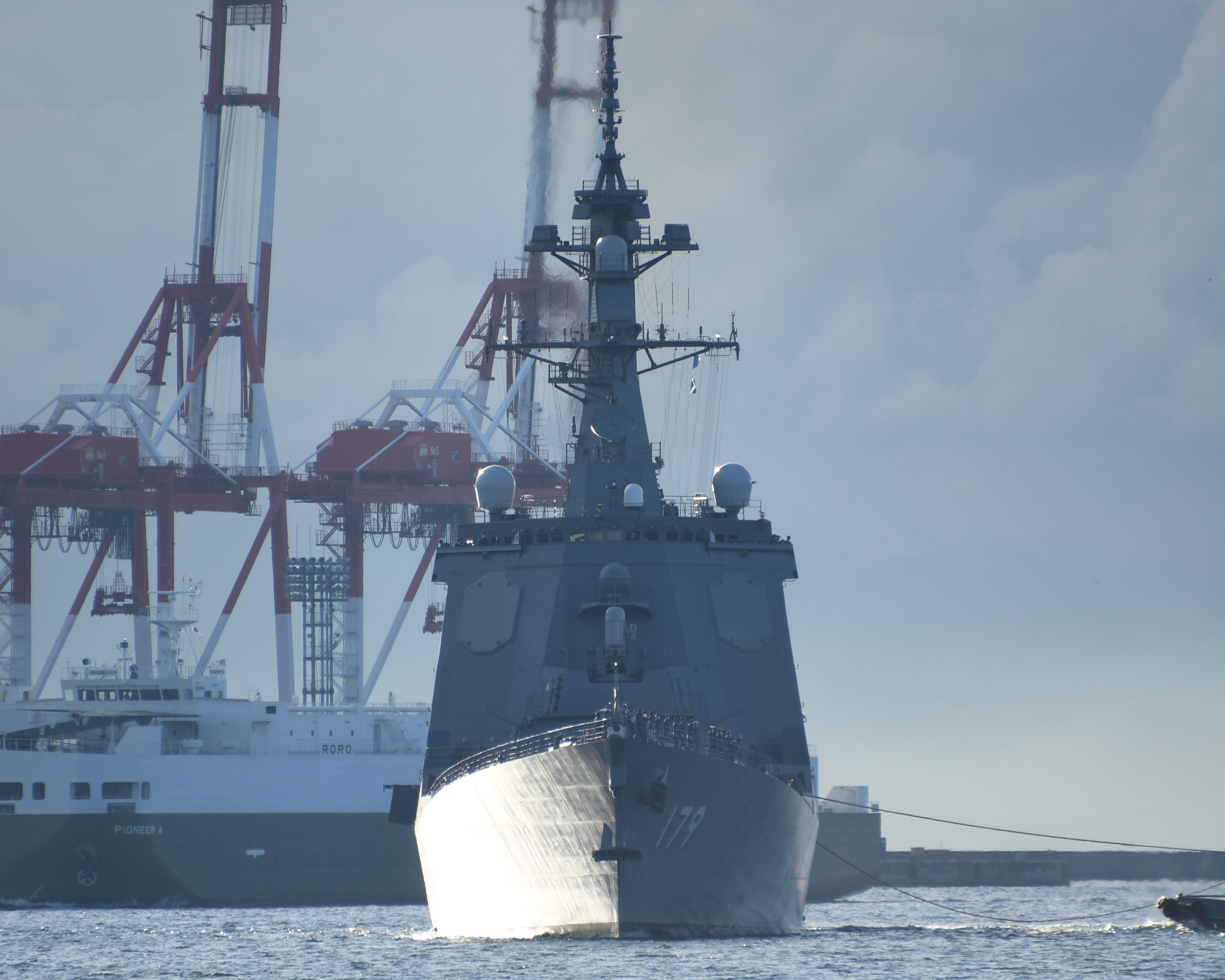
Vista frontale del cacciatorpediniere Maya (DD-179).

Il capoclasse Maya è diventato operativo il 19 marzo 2020. L'Haguro è diventato operativo esattamente un anno dopo la prima unità, il 19 marzo del 2021.

## Descrizione tecnica
I Maya sono accreditati di un dislocamento standard di 8.200 tonnellate, mentre a pieno carico si arriva fino a 10.250 tonnellate; la lunghezza fuori tutto e di 170 metri (158 al galleggiamento) e la larghezza massima è di poco superiore ai 22 metri (19 al galleggiamento). Dimensioni che paragonate a quelle degli Atago, fanno evincere come l'obiettivo dei progettisti giapponesi è stato quello di avere piattaforme più grandi e più snelle in grado di soddisfare esigenze, sia di spazio per nuovi sistemi, sia di velocità massima.

Il cacciatorpediniere lanciamissili Haguro in navigazione.

Dal punto dl vista estetico, il profilo dei Maya non differisce di molto da quello degli Atago, anche se la presenza di numerosi angoli retti nelle sovrastrutture non sembra rispondere a stringenti requisiti di stealthness, criterio peraltro adottato nella scelta dei materiali e nella forma dell'albero. Inoltre, sui Maya il fumaiolo poppiero e l'hangar sono leggermente più bassi rispetto agli Atago, e ciò al fine di migliorare la copertura dei radar nei settori poppieri: questi elementi "visivi" dovrebbero permettere di distinguere facilmente i Maya dai loro immediati predecessori.

## Propulsione
A differenza degli Atago, equipaggiati con quattro turbine a gas in configurazione COGAG, i Maya hanno un sistema propulsivo concettualmente molto diverso, in una configurazione COGLAG (COmbined Gas turbine eLectric And Gas turbine) adottata per la prima volta dalla Marina Giapponese sui cacciatorpediniere antisommergibili classe Asahi. In tale configurazione, ciascuno dei due assi con eliche pentapala a passo controllabile è azionato da motori elettrici fino al raggiungimento di una velocità all’incirca di 15 nodi. Per andature superiori e fino ai 30 nodi di velocità massima, alla potenza erogata dai motori elettrici si associa quella erogata dalle due turbine a gas tipo General Electric LM2500 IEC prodotte su licenza dalla Ishikawajima Harima. I 2 motori elettrici per le basse-medie velocità sono alimentati da una rete alla quale fanno capo sia 3 gruppi generatori azionati da turbine a gas da 2,8 MW ciascuno, sia 2 gruppi diesel-generatori di potenza non nota. La potenza complessiva sviluppata sui Maya per raggiungere la velocità massima è quindi pari a circa 61 MW (risultato della somma dei 56 MW erogati dalle due turbine a gas LM2500 IEC e quella erogata dai 2 motori elettrici di propulsione, stimabile in circa 3 MW ciascuna). La configurazione COGLAG dei Maya dovrebbe inoltre implicare, all’interno di ciascun gruppo riduttore, la presenza di un sistema cross-connection tale che ciascuna delle 2 turbine a gas LM2500 possa azionare entrambi gli assi. Ciò significa un riduttore più largo rispetto a un impianto dove opera un’unica turbina a gas, ma i 19 metri di larghezza al galleggiamento dei Maya dovrebbero permettere una siffatta sistemazione.

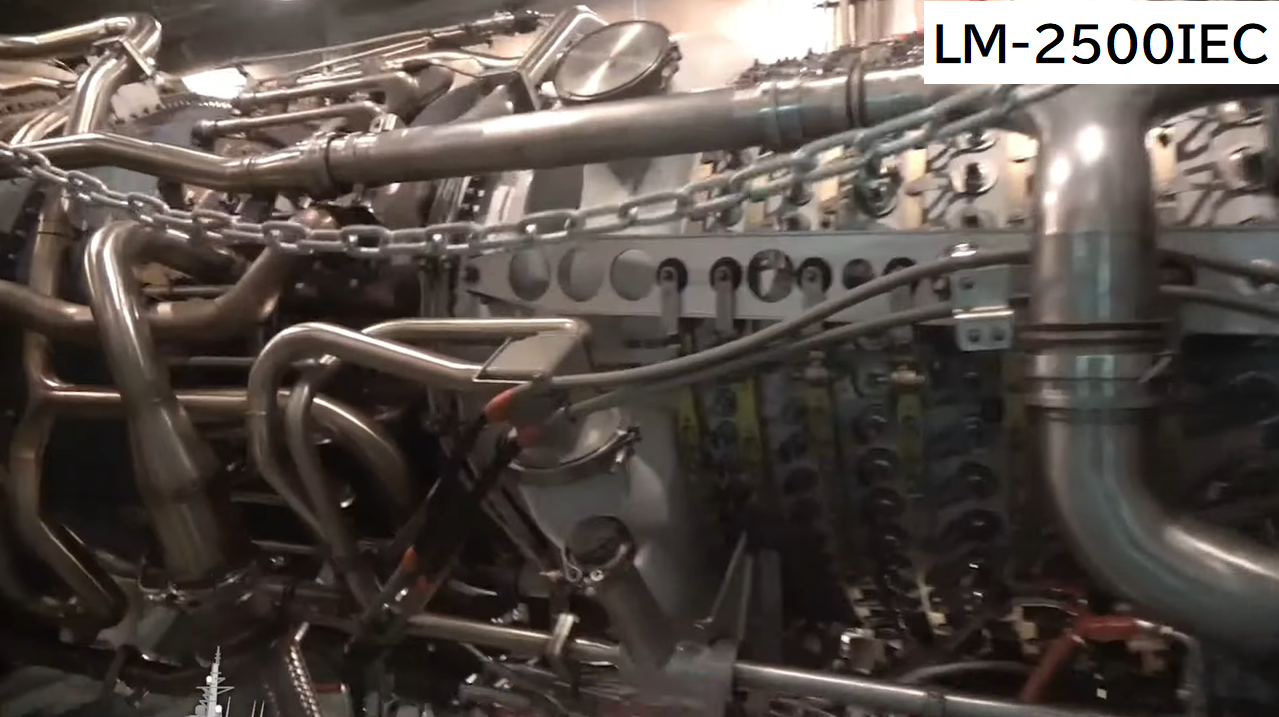
Le turbine a gas General Electric LM2500 IEC.

La disposizione dei fumaioli, indica che turbine a gas, motori elettrici, gruppi generatori turbo-gas e diesel sono collocati in una zona inferiore dello scafo che parte approssimativamente dal fumaiolo prodiero e termina verso poppa a metà circa della lunghezza dell'hangar. I vari macchinari di potenza e altri impianti ausiliari sono verosimilmente collocati in almeno quattro compartimenti, in modo da assicurare la galleggiabilità e la mobilità della nave con almeno tre compartimenti adiacenti allagati. Queste ipotesi sono basate sulla disposizione dei fumaioli e sulla già citata maggior lunghezza dello scafo rispetto agli Atago, ma non possono essere confermate per via della stretta riservatezza delle fonti giapponesi. Comunque, la scelta della configurazione COGLAG è stata dettata dall’esigenza di ridurre i consumi per aumentare l'autonomia a velocità di crociera, per consentire l'esecuzione di attività manutentive in mare quando una turbina principale e/o un gruppo generatore turbogas sono fermi e per gestire meglio la distribuzione della potenza elettrica erogata anche in prospettiva della futura installazione di sistemi d'arma a energia diretta quali laser o cannoni elettromagnetici a bassa potenza.

## Elettronica di bordo
Altra differenza importante fra gli Atago e i Maya, e proprio nell'essenza della funzione scudo,  risiede nella dotazione elettronica e missilistica dei nuovi cacciatorpediniere lanciamissili. Essi sono infatti equipaggiati con la versione Baseline J7 dell’Aegis Weapon System (AWS), che all'esterno mostra le quattro classiche antenne planari ottagonali del sensore AN/SPY-1D e che si configura come la customizzazione della versione Baseline 9/BMD 5.1 in dotazione alle unità dell’US Navy. Inoltre, essi saranno equipaggiati con l'antenna AN/USG-2 e gli altri componenti hardware e software per permettere loro di operare come nodo nell'architettura Cooperative Engagement Capability (CEC), sviluppata per massimizzare la sinergia e l'efficacia di sensori e armi distribuiti su diverse tipologie di piattaforme aeree e navali.

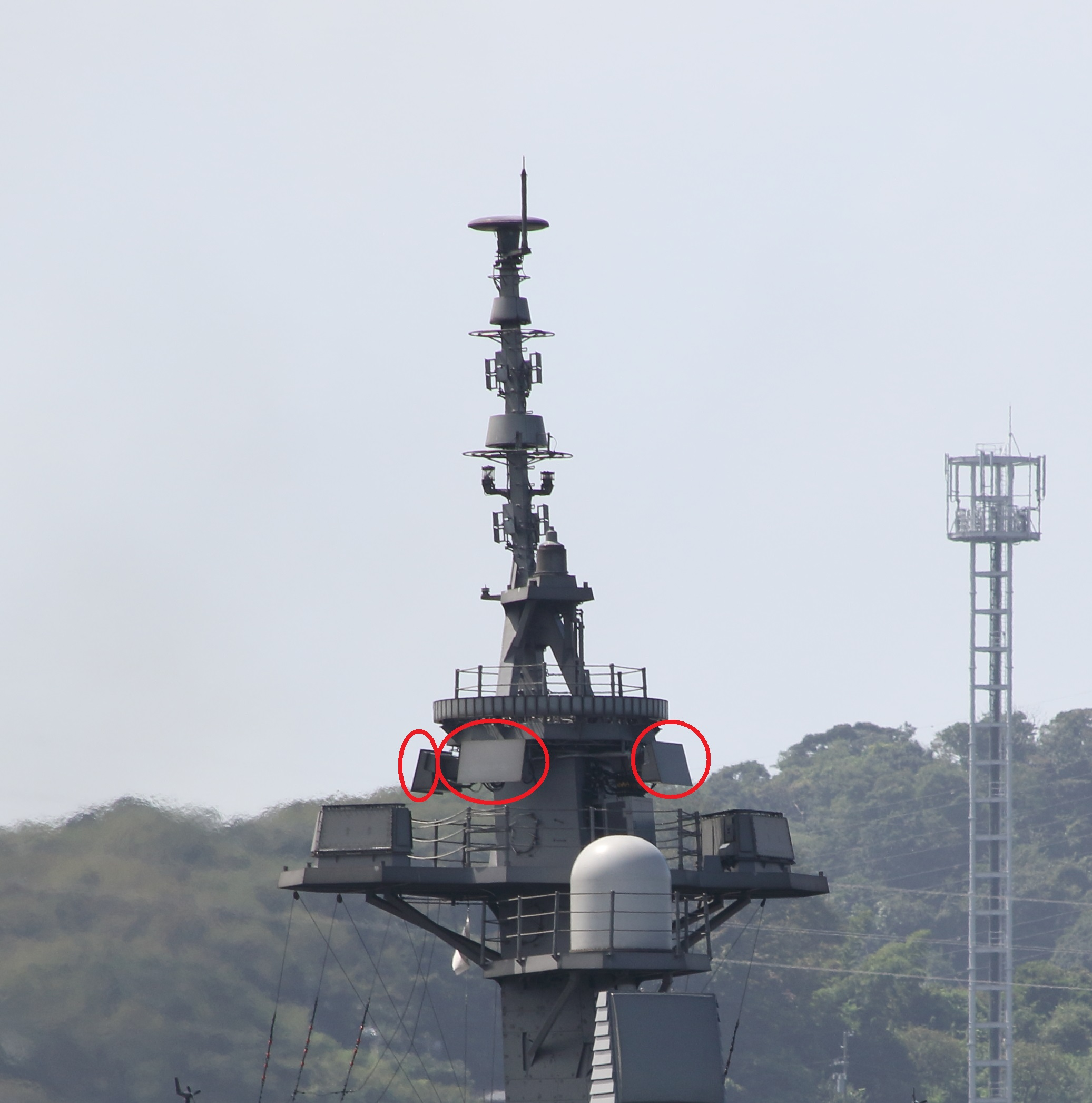
L'antenna AN/USG-2 del sistema CEC (Cooperative Engagement Capability).

In sostanza, il concetto di CEC consente ai Maya di operare come nodo net-centrico, assieme ai velivoli da ricognizione e allarme radar avanzato E-2D Hawkeye dell’Aeronautica Giapponese, nonché a tutte le navi e i velivoli statunitensi dispiegati nel Pacifico Occidentale. Sotto il profilo operativo, basta un esempio per illustrare le potenzialità del concetto: se un’unità navale giapponese o statunitense equipaggiata con il CEC sta pattugliando il Mar del Giappone e ha esaurito la sua dotazione di missili antibalistici, essa può proseguire a condividere le informazioni sul bersaglio con un'unità navale dotata di CEC e in posizione nel medesimo teatro che, a sua volta, può ingaggiare il bersaglio con le sue armi tramite la modalità nota come EOR (Engage-On-Remote).

## Armamento
Il sistema d'arma principale dei cacciatorpediniere classe Maya, strettamente associato all'ingaggio tramite il già menzionato CEC, e raffigurante forse meglio di altri il concetto di scudo antimissile, è il missile superficie-aria Standard SM-3 Block IIA, il quale prende posto nelle 96 celle del sistema a lancio verticale Mk 41 VLS (Vertical Launching System), distribuite a prora (64 celle) e a poppa (32 celle). Il Ministero della Difesa di Tokyo ha formalmente annunciato che le unità saranno in grado di utilizzare anche l missili Standard SM-6: la differenza sostanziale tra questi e gli SM-3 Block IIA è che i primi sono stati sviluppati appositamente come ordigni polivalenti, utilizzando anche componenti del secondo e potenziandone le prestazioni, mentre i secondi sono ordigni concepiti esclusivamente per la difesa anti-balistica.

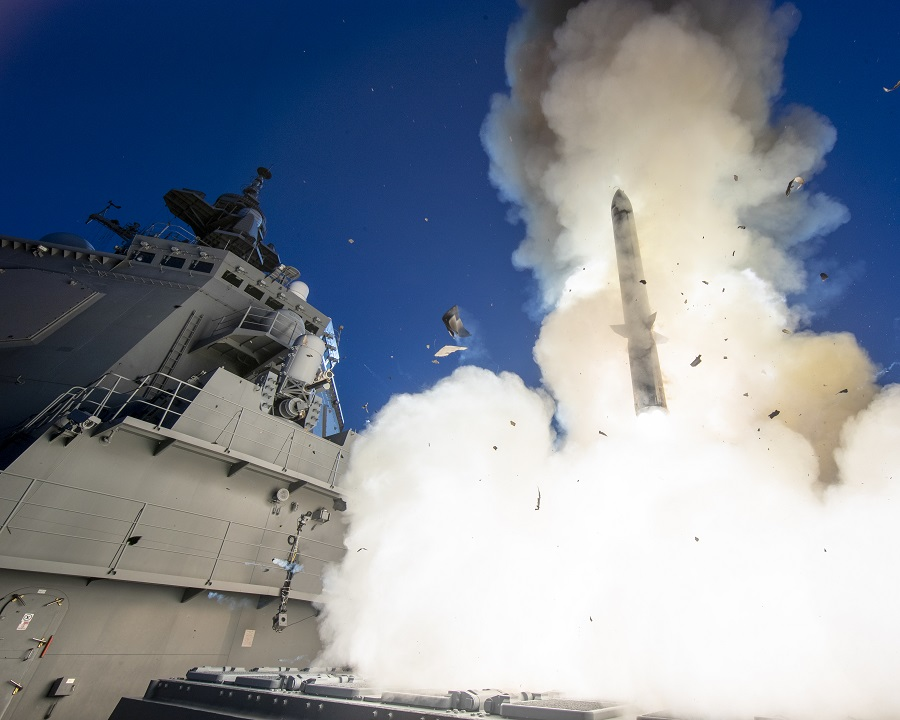
Lancio del missile SM-3 Block IIA dal cacciatorpediniere Maya (DDG-179).

La dotazione missilistica a lancio verticale è completata dagli ordigni antisommergibili Type 07 SUM (Surface to Underwater Missile) di fabbricazione giapponese, lanciabili anch'essi dal sistema a celle verticali Mk 41. È chiaro che non tutte le 96 celle dei Maya, così come quelle dei Kongo e degli Atago, contengono missili antibalistici SM-3 Block IIA, perché un certo numero è dedicato sia al suddetto Type 07 SUM, sia a missili meno "pregiati" e costosi per ingaggiare bersagli meno importanti di quelli dei missili balistici, suddivisione che resta però classificata.

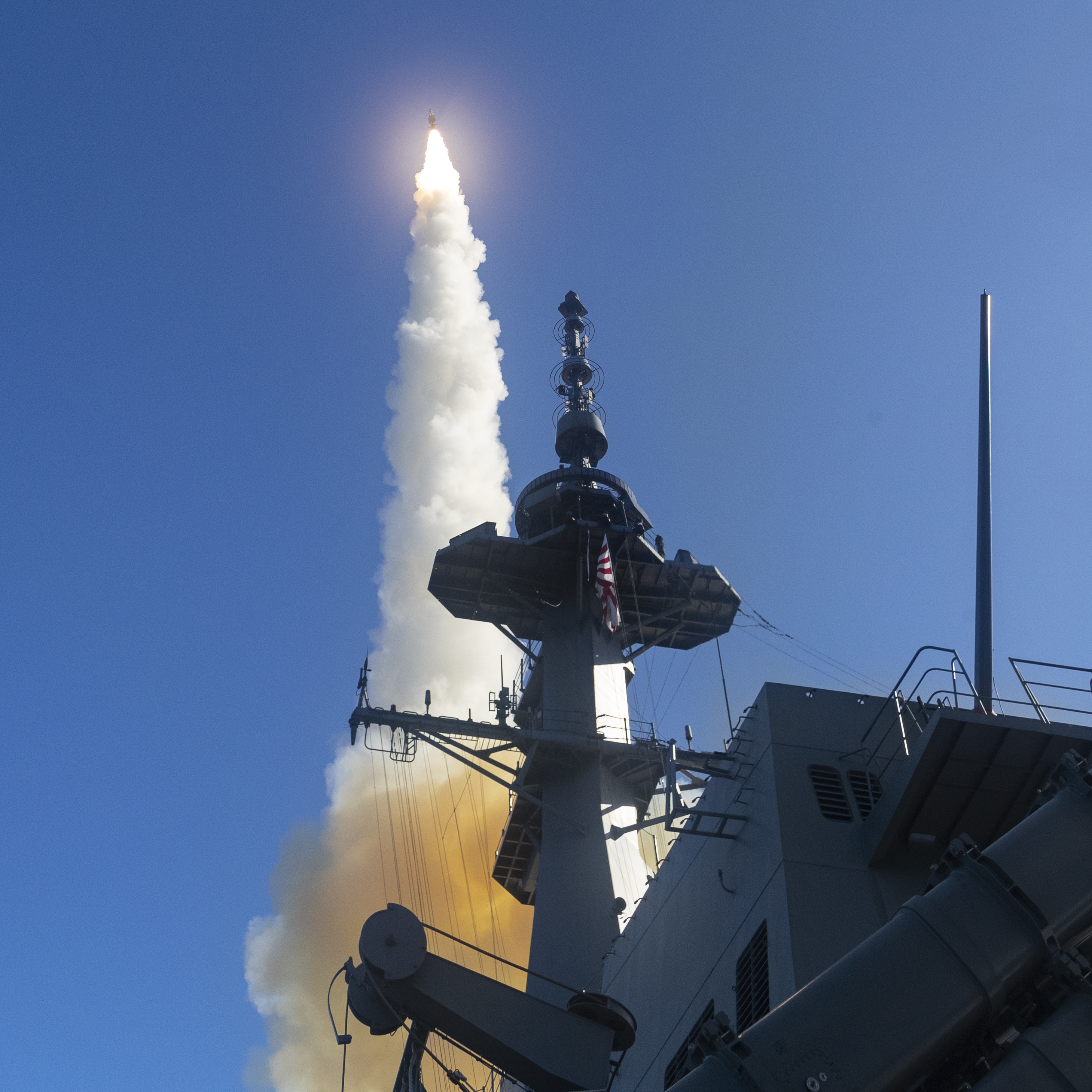
Lancio del missile SM-3 Block IB dal cacciatorpediniere Haguro (DDG-180)).

Per quanto riguarda i missili superficie-superficie, i Maya imbarcano due lanciatori quadrupli per missili Type 17, un'arma scaturita dall'evoluzione tecnologica e genealogica dei missili già in servizio nell'Aeronautica (ASM-1 e ASM-2) e nell'Esercito (Type 88 e Type 12). Il missile Type 17 è dotato di sistema di guida inerziale/GPS e guida radar attiva per la fase di volo finale, ed è accreditato di una portata massima fra 300 e 400 km. Per la lotta ai sottomarini sono imbarcati 2 lanciasiluri tripli Type 68 per armi da 324 mm (come i siluri Mk 46, Type 97 o Type 12). La componente costituita dall'artiglieria è rappresentata dalla ben nota torre del cannone Mk 45 Mod 4 da 127 mm prodotta da BAE Systems. 

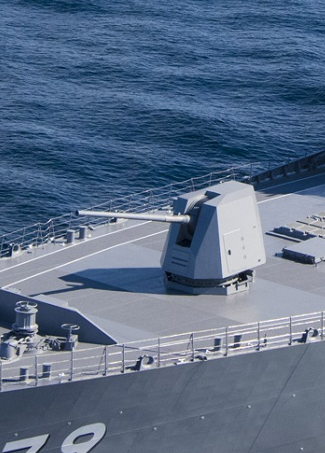
Il cannone Mk 45 da 127 mm montato sul Maya (DDG-179).

Si aggiungono inoltre due sistemi CIWS antimissile/AA di concezione statunitense del tipo Phalanx, dotati ciascuno di un cannone Vulcan a 6 canne rotanti da 20 mm.

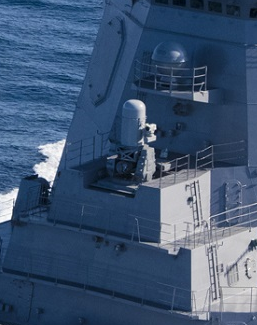
Il sistema Mk 15 Phalanx sul Maya (DDG-179).

## Unità
| Nome   | Distintivo ottico | Stato       | Cantiere navale                     | Impostazione    | Varo           | Ingresso in servizio |
| ------ | ----------------- | ----------- | ----------------------------------- | --------------- | -------------- | -------------------- |
| Maya   | DDG-179           | In servizio | Japan Marine United (JMU), Yokohama | 17 aprile 2017  | 30 luglio 2018 | 19 marzo 2020        |
| Haguro | DDG-180           | In servizio | Japan Marine United (JMU), Yokohama | 23 gennaio 2018 | 17 luglio 2019 | 19 marzo 2021        |